# Halectinosoma tenerum
Halectinosoma tenerum är en kräftdjursart som först beskrevs av Georg Ossian Sars 1920.  Halectinosoma tenerum ingår i släktet Halectinosoma och familjen Ectinosomatidae. Arten är reproducerande i Sverige. Inga underarter finns listade i Catalogue of Life.